# Pierre Ghenassia
Pierre Ghenassia, né le 24 juillet 1939 à Ténès (alors sous-préfecture d'Orléansville) et mort au combat le 22 février 1957 à Tiberguent (Wilaya de Mila), est un militant nationaliste algérien de l'Armée de libération nationale (ALN).

## Biographie
Pierre Ghenassia est issu d’une famille juive de Ténès (à l'ouest d'Alger), de tradition anticolonialiste. Son père, Roger Ghenassia, était fonctionnaire de l’administration des impôts tandis que sa mère, Nedjma Bensaïd, était propriétaire d’une bijouterie à Ténès,.
Il a été interne au lycée Bugeaud d'Alger (aujourd'hui Lycée Émir-Abdelkader),.
Dès son jeune âge, son anticolonialisme, partagé par sa famille, en particulier son cousin Jean Pierre Saïd ainsi que sa tante Mireille Saïd, l'amène à fréquenter le parti communiste algérien (PCA) et des cercles nationalistes algériens du Front de libération nationale (FLN),.
Favorable à l'insurrection armée lancée en 1954, il s'engage au sein d'un maquis de l'ALN de la wilaya IV, en novembre 1956, et prendra comme nom de guerre El Hadj. Il était également infirmier et se chargeait de porter secours aux combattants blessés. Il est tué lors d'un raid mené par l'armée française à Tiberguent (wilaya de Mila), le 22 Février 1957, à l'âge de 17 ans,.

Son commandant, Si Azzedine, chef de la wilaya IV de l'ALN écrira dans ses mémoires :
“L’une des figures les plus attachantes fut celle de notre infirmier zonal, Hadj. Nous l’appelions ainsi, mais son vrai nom était Ghenassia. Il était israélite, parlait très bien l’arabe. Pour tous ceux qui tiennent comme un fait établi le prétendu antagonisme de nos origines religieuses, je voudrais qu’on le sache : Hadj est mort les armes à la main, pour l’Algérie.” ,

## Lettre
Alors qu'il est encore dans le maquis, il adressera ce qui s'avère être sa dernière lettre à ses parents, le 3 février 1957. Son témoignage et sa détermination sont d'un jeune militant persuadé de la nécessité de la lutte armée mais aussi d'un jeune revendiquant son algérianité,.
«J’emprunte cette fois ci l’organisation du maquis pour vous faire parvenir de mes nouvelles qui sont excellentes. [...] 
Je milite depuis au milieu de millier de jeunes qui comme moi ont rejoint le maquis et dans un magnifique élan d’enthousiasme tendent tout leur être vers la réalisation de leur idéal. [...]
A bientôt dans une Algérie libre et indépendante.
Pierre – dit « El Hadj » »
Après l'indépendance, une rue de Ténès (sa ville natale) porta son nom jusqu'en 1990, date à laquelle les islamistes locaux la rebaptisèrent "rue Al Qods",.